# 情報倫理
情報倫理（じょうほうりんり、英: information ethics）とは、人間が情報もしくは情報技術をもちいた社会形成に必要とされる行動の規範である。個人が情報を扱う上で必要とされるものは道徳であり、社会という共同体の中では、道徳と結合した倫理が形成される。情報を扱う上での行動が社会全体に対し悪影響を及ぼさないように、より善い社会を形成しようとする考え方である。
情報倫理の基礎は思想のレベルにある。それが社会のなかで具現化されるときに、倫理規範や法律やマナーといった形で現れる。

## 概観
情報倫理を統制するしくみは、法律を用いることが一般的である。法律は、道徳に反する行動が発生したときに、倫理の質を高める手段として、規制を法律に求めることで、倫理の最低限度で運用される性質がある。インターネットを情報手段とする社会では、人とのつきあいで必要なマナーやモラルを求める傾向も強く、情報モラル・情報マナーと言った情報社会での習俗が日常化している。道徳及び法律ならびに習俗は、性質は異なったものであるが、道徳が結合し共同体として倫理が形成されるのであるなら、基本的に倫理と法は独立し、習俗は倫理をスムーズに運用し維持するための形式的な手段である。道徳、法律、習俗は独立しているが、それらが結合しより善い社会形成を維持する手段として、情報倫理が存在する。最近では、AIやロボット，サイボーグなどの倫理的問題が取り上げられることが多い。また、ロボットを通して人間社会の倫理が考えられることもある。

## 情報倫理と現代社会の問題

### メディア・リテラシー
情報が重要な価値とされ、社会形成の中核を担う現代社会では、インターネットだけでなく、新聞やテレビ、ラジオなどの外部メディアから得た情報を、適切に入手し真偽を見抜き、活用し理解及び判断する能力であるメディア・リテラシーが重要視されている。特に最近は、マスメディアではなく、ソーシャルメディアのリテラシーが強く求められている。

### プライバシー問題
近年のインターネット社会では技術が進化し、個人レベルで情報が容易に発信・複製・加工・編集・流通・共有できる。そのため無意識に加害者になり、または間接的に被害者になるケースも多く出現し、個々のプライバシーを中心とした権利が侵害される事件が社会問題に発展しており、配慮し注意する必要がある。情報技術の面では、情報セキュリティ対策なども求められる。

### 表現の自由
情報倫理と表現の自由は一体となって問題となる場合が多い。
そこで表現の自由に制限があるものと、制限のない意見をあげてみた。
・規制のあるもの
「表現の自由は人間の基本的権利であり、新聞は報道・論評の完全な自由を有する。それだけに行使にあたっては重い責任を自覚し、公共の利益を害することのないよう、十分に配慮しなければならない。」と経済新聞社はしている。産経新聞社のこの倫理観は、日本新聞協会で2000（平成12）年6月21日に制定された新聞倫理綱領をもとに作られている。
・制限なし（他者からの制限という意味）
青少年ネット規制法と表現の自由で書かれている「表現の自由は、言論活動による他者とのコミュニケーションを通じて自己の人格の再生産を可能にするという個人主義的な価値（自己実現の価値）、個人が言論活動を通じて民主的な政治過程に参加するという民主主義的な価値（自己統治の価値）、真理の最上のテストは言論市場に委ねるべきとする思想の自由市場論に支えられて、人権カタログの中でも強度の保護を受ける優越的人権であると言われている。そして、優越的人権である表現の自由に対して、曖昧不明確な法律によって法的規制を加えると、国民の側が「自己検閲」（self-censorship）をかけて適法な表現行為を控えるという「萎縮的効果」（chilling effect）が生じるので、法文上不明確な法律は原則として無効である（明確性の原則）」
と書かれていて、表現の自由をこのように定義しているものもある。

### セヴァーソン（Richard Severson）の四つの原則
1. 知的所有権の尊重
2. プライバシーの尊重
3. 公正な情報提示（fair representation）
4. 危害を与えないこと（nonmaleficience or "doing no harm"）

## 情報倫理の学術側面

### 情報倫理と倫理学
情報倫理を学術的に論じるときに母体となる学問は倫理学である。情報倫理は応用倫理の一つである。道徳が善悪の判断を個人にゆだね、道徳の結合が倫理であるときに、情報倫理は、秩序を乱さず、個人と共同体の意志行動を遵守し社会に問い評価される学術的側面をもつ。
情報倫理は、情報の創造、組織、普及、使用と社会の中で人間の行為を統制する倫理規範及び道徳規範の間の関係性に焦点を当てる倫理学の一分野として定義される。それは以下のような問題を検討する際に極めて重要な枠組みを提供する。例えば人工的な行為者（エージェント）は道徳的であるかどうか、あるいはどのような道徳を機械に埋め込むべきかという道徳的行為者性に関わる問題、行為者は情報通信ネットワークにおいてどのように振る舞うべきなのか、という新たな環境問題、特に所有権や著作権、情報格差やデジタル著作権に関する情報のライフサイクル（生成、収集、記録、流通、廃棄など）から生じる諸問題である。情報倫理は、コンピュータ倫理のフィールドおよび情報の哲学と関係があり、所有権、アクセス、プライバシー、セキュリティおよびコミュニティーと関係する課題(問題)を広く検討している。

### 情報倫理と美学
情報倫理の骨子は、より善い社会形成を遂行することが目的となる。情報は個々の判断に委ねられ社会に反映する性質を従来から持っていた。技術の発展によるインターネット社会の到来により、日常生活の指標として情報が欠かせない社会である現代では、情報が個人レベルで、容易に発信・複製・加工・編集・流通・共有できる。そのため情報倫理を遵守及び尊重する手段も、個々による差異があり多様化している。ルートヴィヒ・ウィトゲンシュタインは、論理哲学論考の命題６・４２２にて「倫理は超越論的である。（倫理と美はひとつである。）」と表現している。つまり情報社会における美と倫理は根底において等しいとされ、個々の価値の遵守及び尊重と置き換える事ができ、道徳が倫理の骨子であると見るならば、道徳の価値は、「善い行為」が社会全体の純粋な動機であり、「悪い行為」である、人に迷惑をかける行為は慎むという考えである。美学の骨子である芸術は、美的意識という精神が根底にあり、倫理の根底にも「より善い社会形成の遵守及び尊重」という精神理念が存在する。つまり、個々の道徳に内在する美的意識を社会という共同体に求め、より善い社会を形成し個々の価値を遵守及び尊重しながら反映していく事であり、情報倫理が情報化社会の礎とよばれ、倫理の中核に美的意識が存在する学術的考え方である。

## 情報倫理の統制

### 法律による統制
情報倫理自体に成文法は存在しないが、情報社会の秩序の維持を遵守するために、法律が制定される。情報倫理の考えから派生した法律は、不正アクセス行為の禁止等に関する法律（不正アクセス禁止法）、著作権、個人情報の保護に関する法律（個人情報保護法）、行政個人情報、情報公開、刑法の電子計算機損壊等業務妨害罪及び電子計算機使用詐欺罪、知的財産権の保護といった、多岐の分野に反映されている。
尚、倫理的法律では、プライバシーの侵害、知的所有権の侵害がある。

### 情報倫理教育
情報倫理教育では、道徳と倫理学という、それ自体の表現が困難なため、社会における外観的規範である習俗に置き換えて教育する傾向が強い、インターネットを手段として情報を扱う上での習俗としてのネチケットや統制として各種法律の遵守が代表例としてあげられる。法律や習俗は、情報技術や慣習が変化すれば順応する性質がある。道徳や倫理の本質は、法律及び習俗の外観定義を超越するものであるが、情報を扱う上での社会形成の手段として、情報倫理の遵守を教育に反映する考え方が一般的であり、法律及び習俗を手段とした教育は、情報倫理の理解に貢献している。

## 情報倫理の社会的取組
情報処理学会では、1996年5月20日の第38回通常総会にて「情報処理学会倫理綱領」を制定し行動規範として組織活動を展開している。現在、コンピュータソフトウェア著作権協会 (ACCS) が、情報倫理への取組みでとても注目されている。
今後も高度化する情報関係においては、ネットワーク上でのエチケット、マナーなどに加え、著作権法を始めとする関連法律などに違反しないような情報倫理教育の徹底が求められており、私たちの良識ある認識・姿勢が、今後の高度情報社会を成立させていくものといえる。

## 訳書
- ルートヴィヒ・ウィトゲンシュタイン　『論理哲学論考』 野矢茂樹訳、岩波書店〈岩波文庫青689-1〉、2003年8月、ISBN 4003368916。

## 参考論文
- 松崎俊之　『ウィトゲンシュタインと美学の（不）可能性』 美學 第55巻2号(218号)、2004年。

## 参考Webサイト
- 情報倫理　『』　情報倫理2012年11月28日。

```
産経新聞社、倫理綱領　自由と責任
```

日本新聞協会、新聞倫理綱領　『 http://www.pressnet.or.jp/statement/report/000621_390.html 』
青少年ネット規制法と表現の自由　大島義則